# Liste der Monuments historiques in Joucas
Die Liste der Monuments historiques in Joucas führt die Monuments historiques in der französischen Gemeinde Joucas auf.

## Liste der Bauwerke
| Bezeichnung                      | Beschreibung | Standort | Kennzeichnung | Schutzstatus | Datum | Bild           |
| -------------------------------- | ------------ | -------- | ------------- | ------------ | ----- | -------------- |
| Templerkommende Fassaden, Dächer |              | (Lage)   | PA00082057    | Inscrit      | 1976  | weitere Bilder |